# Fontana di Cappuccetto Rosso

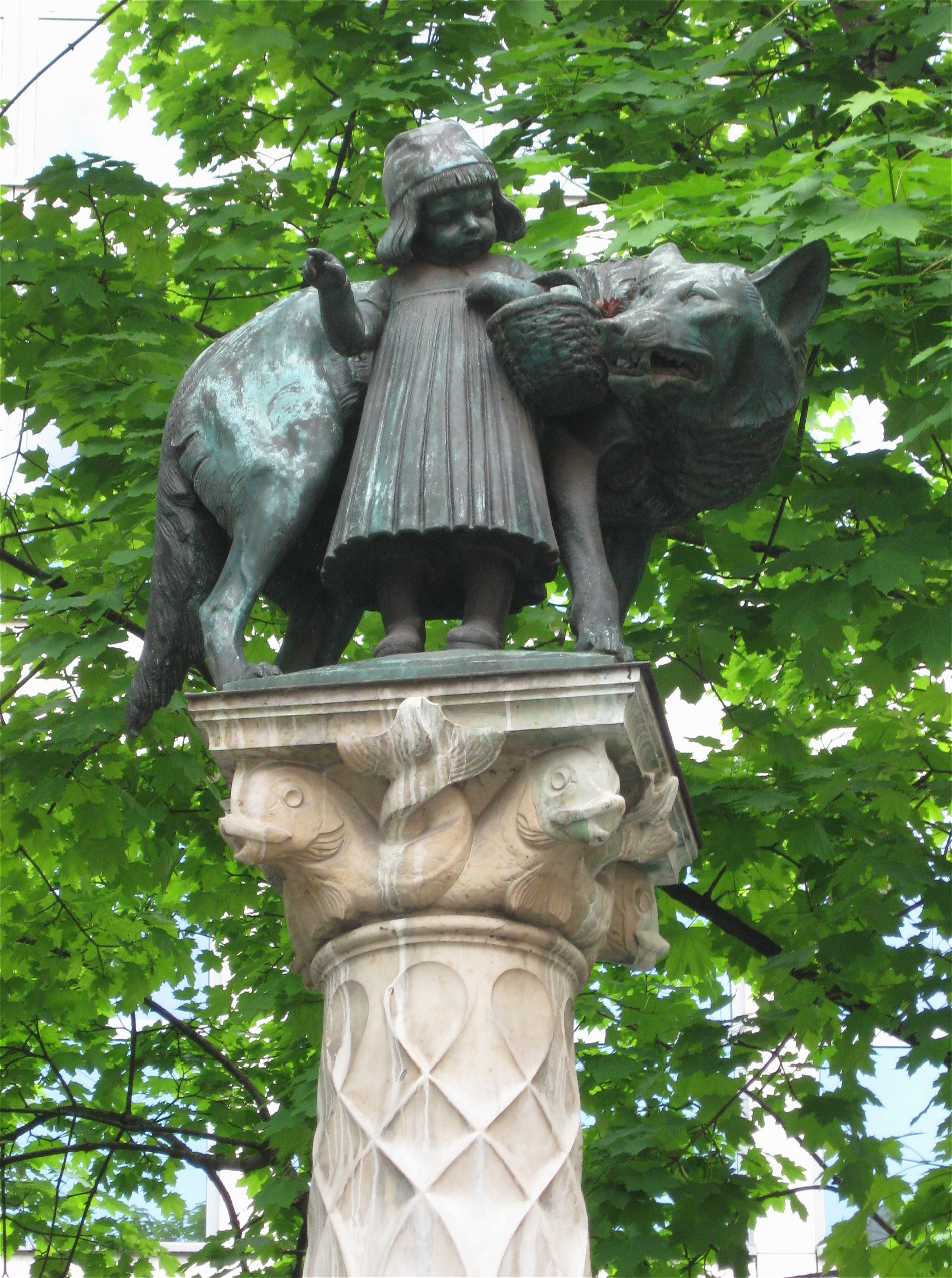
Particolare della fontana.

La fontana di Cappuccetto Rosso (Rotkäppchenbrunnen o Wolfsbrunnen) si trova nel centro storico di Monaco di Baviera in piazza Kostor.
Si tratta di un omaggio alla fiaba dei fratelli Grimm. Fu realizzata e finanziata dalla coppia di architetti Heinrich Düll e Georg Pezold nel 1904 in stile Jugendstil.
Su una colonna in bronzo la figura della piccola bambina con un cestino in mano che mostra la via al lupo accanto a lei.
Il capitello della colonna e fatto con pesci che si incrociano. 
Il getto dell'acqua esce da quattro teste di lupo ai piedi della colonna.